# Hydrocharitaceae
Las hidrocaritáceas (nombre científico Hydrocharitaceae) son una familia de hierbas acuáticas perennes, sumergidas o flotantes, distribuidas en todo el mundo, la mayoría son de agua dulce aunque también hay géneros marinos. La familia es reconocida por sistemas de clasificación modernos como el sistema de clasificación APG III (2009) y el APWeb (2001 en adelante). Anteriormente era la única familia del orden Hydrocharitales, pero en los sistemas de clasificación mencionados está incluida en el orden Alismatales. Sus hojas son a veces pecioladas pero usualmente indiferenciadas. La inflorescencia muchas veces tiene dos brácteas fusionadas (a veces libres) en la base. El ovario es ínfero, muchas veces con placentación parietal laminar o más o menos fuertemente intrusa. Los lóbulos del estigma son bífidos. La familia es muy heterogénea morfológicamente, siendo subdividida en 4 subfamilias: Hydrocharitoideae, Stratiotoideae, Anacharidoideae e Hydrilloideae. Los mecanismos de polinización también varían mucho dentro de la familia.

## Descripción
Introducción teórica en Terminología descriptiva de las plantas
Hierbas acuáticas, completamente sumergidas a emergentes en parte, y enraizadas en el sustrato o flotantes y sin fijación, en hábitats marinos o de agua dulce, muchas veces rizomatosas, tejidos más o menos aerenquimatosos.
Pelos unicelulares, de pared gruesa, con extensiones de la epidermis en estructuras puntiagudas de tipo aguja ("prickle") a lo largo de márgenes o venas.
Hojas alternas y espirales, opuestas, o verticiladas, a lo largo del tallo o en una roseta basal, simples, enteras o serradas, a veces con una lámina bien desarrollada, con venación paralela o palmada, o evidente solo en la vena media, envainadoras en la base. Sin estípulas. Pequeñas escamas presentes en el nodo dentro de la vaina de la hoja.
Inflorescencias determinadas, a veces reducidas a una flor solitaria, axilar, por debajo de ella 2 brácteas muchas veces conadas.
Flores bisexuales o unisexuales (plantas entonces monoicas o dioicas), usualmente radiales, con perianto diferenciado en cáliz y corola.
3 sépalos, separados, valvados.
3 pétalos, separados, usualmente blancos, imbricados, a veces faltantes.
Estambres 1, 2, 3 o numerosos, filamentos separados a conados. Polen usualmente sin aperturas, en Thalassia y Halophila unidos en cadenas como hilos.
Carpelos usualmente 3-6, conados, ovario ínfero, con óvulos esparcidos en la superficie de los lóculos, la placenta muchas veces más o menos profundamente intrusa, estilos muchas veces divididos, pareciendo el doble del número de carpelos, estigmas elongados y papilosos.
Óvulos numerosos (o solitarios y basales).
Néctar muchas veces secretado de estaminodios.
Fruto carnoso, puede ser una baya o una cápsula que se abre irregularmente o valvadamente. Embrión a veces curvado. Sin endosperma.

## Ecología
Ampliamente distribuidas, pero más comunes en regiones tropicales y subtropicales, en hábitats de agua dulce (la mayoría de los géneros) o marinos (Enhalus, Halophila, Thalassia).
La familia posee una variedad interesante de mecanismos de polinización. Muchas especies en Egeria, Limnobium, Stratiotes, y Blyxa tienen flores vistosas que están por encima de la superficie del agua y son polinizadas por variados insectos usualmente recolectores de néctar. En Vallisneria, Enhalus y Lagarosiphon, las flores masculinas se desprenden y flotan en la superficie del agua, mientras que entran en contacto con las flores femeninas. En Elodea, las anteras de las flores masculinas pueden explotar, desparramando granos de polen en la superficie del agua, las mismas flores masculinas son a veces desprendidas de la planta y flotan en la superficie del agua hasta el estigma. En Hydrilla el transporte del polen puede ocurrir por viento o agua. Finalmente, en Thalassia y Halophila la polinización ocurre bajo el agua.
Puede ocurrir polinización cruzada o autopolinización.
Los frutos carnosos maduran debajo del agua.
Los frutos o las semillas son dispersadas por el agua o los animales.
La reproducción vegetativa por fragmentación de los rizomas es común.

## Filogenia
Introducción teórica en Filogenia
Hydrocharitacae, si bien monofilética (Dahlgren y Rasmussen 1983, Les et al. 2006) es morfológicamente heterogénea, y ha sido dividida en 3 a 5 subfamilias (Dahlgren et al. 1985).
Najas tiene flores reducidas con un óvulo basal y erecto, pero su ubicación dentro de Hydrocharitaceae está sostenida por la anatomía del tegumento de la semilla y los análisis de secuencias de ADN (Les 1993, Les y Haynes 1995, Les et al. 2006).
Zannichellia (Zannichelliaceae) probablemente también pertenece aquí (Les et al. 1997a).

## Taxonomía
Introducción teórica en Taxonomía
La familia fue reconocida por el APG III (2009), el Linear APG III (2009) le asignó el número de familia 31. La familia ya había sido reconocida por el APG II (2003).
La familia fue descrita por Antoine-Laurent de Jussieu y publicado en Genera Plantarum¡ 67. 1789. El género tipo es: Hydrocharis L.
Los géneros más representados son Ottelia (40 especies), Najas (40 especies), y Elodea (15 especies).
Los géneros son, según Angiosperm Phylogeny Website: (visitado en abril de 2015):
- Anacharis Rich.	= Elodea Michx.
- Apalanthe Planch.
- Appertiella C.D.K.Cook & Triest
- Benedictaea Toledo	= Ottelia Pers.
- Blyxa Noronha ex Thouars
- Boottia Wall.	= Ottelia Pers.
- Egeria Planch.
- Elodea Michx.
- Enhalus Rich.
- Enhydrias Ridl.
- Halophila Thouars
- Hydrilla Rich.
- Hydrocharis L.
- Hydromystria G.Mey.	= Limnobium Rich.
- Lagarosiphon Harv.
- Limnobium Rich.
- Maidenia Rendle
- Najas L.
- Nechamandra Planch.
- Oligolobos Gagnep.
- Ottelia Pers.
- Stratiotes L.
- Thalassia Banks ex C.Koenig
- Udora Nutt.	= Elodea Michx.
- Vallisneria L.
- Xystrolobus Gagnep.	= Ottelia Pers.

Sinónimos, según el APWeb: Enhalaceae Nakai, Halophilaceae J. Agardh, Hydrillaceae Prantl, Najadaceae Jussieu, nom. cons., Thalassiaceae Nakai, Vallisneriaceae Link.

## Importancia económica
Muchos géneros, como Hydrilla, Egeria, Elodea, Vallisneria, y Limnobium, son utilizados como plantas de acuario.
Especies de Elodea, Hydrilla, y Lagarosiphon son malezas acuáticas perniciosas.